# Chlamyphorinae
Chlamyphorinae es una de las subfamilias de mamíferos cingulados que integran la familia de los clamifóridos. Está formada por tres géneros, monotípicos, dos de ellos son de especies vivientes, compuestos por enigmáticos armadillos fosoriales denominados comúnmente pichiciegos, los que se distribuyen en el centro y centro-sur de Sudamérica.

## Taxonomía
Descripción original
Este taxón fue descrito originalmente en el año 1850, por el naturalista, político y ornitólogo francés Charles Lucien Jules Laurent Bonaparte, hijo de Lucien Bonaparte y sobrino del emperador Napoleón Bonaparte.
Historia taxonómica y relaciones filogenéticas
La taxonomía de este clado ha sido históricamente controvertida. Recién en el año 2012 Chlamyphorinae fue reconocida como subfamilia, en concordancia con los resultados de análisis moleculares, los que también apoyaron fuertemente su monofilia y su consideración como grupo hermano de Tolypeutinae. Para la divergencia entre sus dos especies vivientes se estimó una edad de entre 17 Ma y 19 Ma.

## Subdivisión

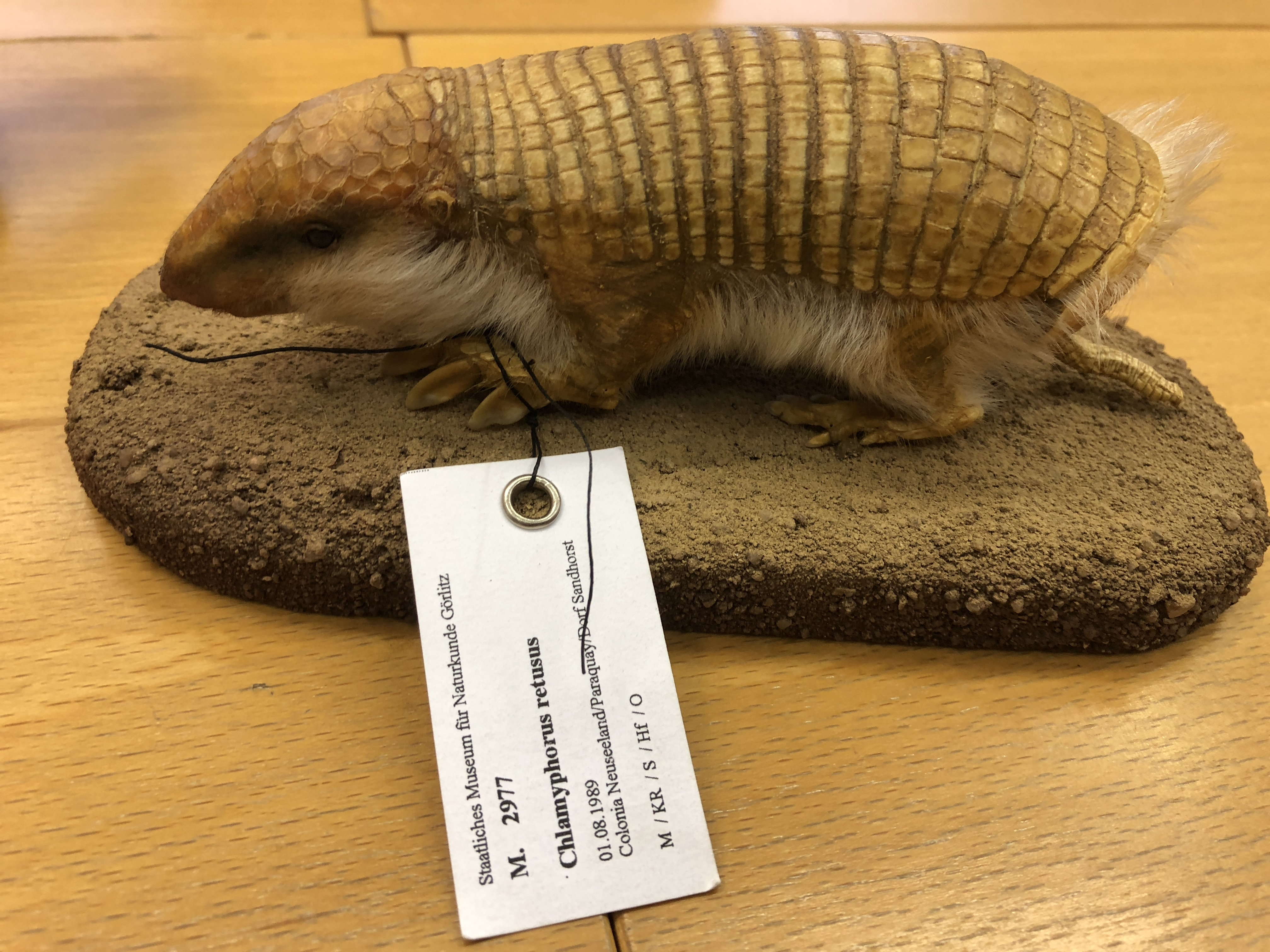
Un pichiciego mayor o pichiciego chaqueño (Calyptophractus retusus).

Esta subfamilia está integrada por 3 géneros monotípicos:
- Calyptophractus retusus Fitzinger, 1871[8] (pichiciego mayor)
- Chlamyphorus truncatus Harlan, 1825[9] (pichiciego menor)
- † Chlamyphractus dimartinoi Barasoain, Tomassini, Zurita, Montalvo, & Superina, 2019[10]

## Características, costumbres y distribución geográfica
Las dos especies vivientes de Chlamyphorinae tienen los ojos de tamaño reducido, antebrazos robustos con grandes garras para excavar; habitan en terrenos áridos de suelo arenoso, teniendo hábitos nocturnos y fosoriales, por lo que sus elusivas costumbres todavía no son bien conocidas. Se distribuyen alopátricamente en el centro y centro-sur de Sudamérica. Una especie es endémica de pastizales xerófilos y llanuras arenosas, particularmente en las ecorregiones del monte y del espinal, en el centro-oeste de la Argentina, la otra es característica de áreas arenosas del chaco semiárido, en el extremo norte de la Argentina, el sudeste de Bolivia y el oeste del Paraguay. La tercera especie solo se conoce por el registro fósil, siendo descrita de un espécimen colectado en la localidad fosilífera Arroyo Chasicó, provincia de Buenos Aires, en el centro-este de la Argentina.